# María Lourdes Carlé
María Lourdes Carlé (Daireaux, 10 de febrero de 2000) es una tenista argentina. En el circuito de la Federación Internacional de Tenis (ITF), ha ganado trece títulos en individuales y cinco en dobles. Alcanzó sus mejores ubicaciones en el ranking WTA el 6 de mayo de 2024, al ubicarse como 71.ª en individuales, y el 11 de noviembre de 2024, cuando se posicionó 124.ª en dobles.

## Biografía
Nació el 10 de febrero de 2000 en Daireaux, un pueblo de doce mil habitantes en la provincia de Buenos Aires, Argentina. Empezó a jugar al tenis a los seis años, junto a su hermano, en el club Independiente de su ciudad, ubicado frente a su casa. A los doce, se mudó a Tandil con su madre y comenzó a ser entrenada en la academia Uncas Rugby Club por Marcelo Gómez, formador de Juan Martín del Potro, y por Mario Bravo. Sus principales referentes son Caroline Wozniacki, Simona Halep y Angelique Kerber, entre las mujeres, y Roger Federer, Novak Djokovic y los tandilenses Del Potro y Juan Mónaco, entre los hombres.
Tras terminar el colegio secundario, por sus buenos resultados deportivos, obtuvo una beca para la Universidad de Georgia. Se mudó a Estados Unidos y estudió durante un año management deportivo en esa institución. Después de su pase por la universidad, que le ayudó a aprender inglés y a competir en equipo, retomó el circuito profesional en 2019, siendo entrenada desde entonces por Franco Davín.

## Trayectoria deportiva

### 2014-2016:Orange Bowly debut en Grand Slamjuniors
En junio de 2014, en su tercera clasificación, logró ingresar a su primer torneo profesional en el ITF $10.000 de Villa María. Logró un triunfo, alcanzando su primer punto WTA, antes de caer en octavos de final contra su compatriota Sofía Luini (578° en el ranking WTA).
En el circuito juvenil, consiguió un resonante éxito en diciembre de 2015 al consagrarse campeona con quince años del Orange Bowl en la categoría sub-16, prestigioso certamen estadounidense. La próxima temporada, ya la encontró disputando los torneos más importantes, como los cuadros juveniles de Wimbledon (hizo segunda ronda, obteniendo una victoria ante la suiza Ylena In-Albon y una derrota contra la estadounidense Sofia Kenin) y el Abierto de Estados Unidos (derrota en el debut contra la austríaca Mina Antonitsch).
En 2016, también se dio su debut en la Fed Cup. En abril, fue parte por primera vez del equipo argentino en su enfrentamiento contra Ucrania en Kiev por el ascenso al Grupo Mundial II. Disputó el dobles junto a Guadalupe Pérez Rojas frente a las experimentadas Kateryna Bondarenko y Olga Savchuk; perdieron por 1-6, 3-6, en una serie que terminó con derrota argentina por 0-4. Más allá del resultado, Carlé se convirtió a los dieciséis años, en la tercera argentina más joven en representar a su país, detrás de Gabriela Sabatini y Gisela Dulko.

### 2017-2018: Top 10 enjuniorsy primeros títulos profesionales
En marzo de 2017, alcanzó sus primeras semifinales como profesional en el ITF $15.000 de Campiñas, Brasil, proviniendo desde la clasificación: en cuartos de final dejó en el camino a la local Gabriela Cé (470°) por 1-6, 6-2, 7-5, pero fue derrotada por la también brasileña Paula Cristina Gonçalves por 3-6, 6-4, 2-6 en la siguiente ronda. En mayo, disputó cuatro torneos por $15.000 en Antalya, Turquía. En los tres que debió atravesar la clasificación lo logró y en el tercero de ellos, llegó a su primera final profesional. En semifinales se deshizo de la segunda favorita, la israelí Vlada Katic (431°) por 7-6(7-2), 0-6, 6-4, pero cayó en la definición contra la rusa Varvara Flink por 4-6, 6-7(5-7). Con ese resultado, logró ingresar por primera vez al ranking WTA, ubicándose 935°.
Disputó los cuadros principales juveniles de Roland Garros, Wimbledon y el Abierto de Estados Unidos. En los certámenes europeos cayó en primera ronda en individuales (ante la rusa Amina Anshba y la finlandesa Oona Orpana, respectivamente), aunque llegó a semifinales en dobles en el torneo francés junto a la británica Francesca Jones. En Nueva York, tuvo su mejor resultado juvenil al alcanzar las semifinales en individuales: derrotó a la séptima preclasificada estadounidense Taylor Johnson y la tercera cabeza de serie rusa Elena Rybakina, entre otras, antes de caer contra la eventual campeona local Cori Gauff.
En septiembre, ganó su primer título profesional en un ITF $15.000 en Buenos Aires, en ambas disciplinas. En individuales, derrotó a la máxima favorita brasileña Nathaly Kurata (492°) por 6-3, 6-3 y a la tercera, su compatriota Stephanie Petit (709°) por 2-6, 6-2, 7-6(7-5) en la definición. En dobles, junto a la británica Emily Appleton, se impusieron a las argentinas Julieta Estable y Melina Ferro en sets corridos en la final. Tras ese torneo, participó en los Juegos Suramericanos de la Juventud, disputados en Santiago. Ganó una medalla dorada en dobles femenino junto a Andrea Farulla, y dos de plata: en individuales (cayó en la definición contra la colombiana Camila Osorio) y en dobles mixto, junto a Sebastián Báez. Cerró el año disputando el Torneo de Maestras Juvenil en Chengdu: obtuvo dos victorias en la fase de grupos (una de ellas, nuevamente ante Rybakina), pero cayó en semifinales contra la campeona ucraniana Marta Kostyuk. Sus actuaciones durante el año le permitieron ser 9° en el ranking juvenil. A nivel WTA, cerró la temporada en la ubicación 727° en individuales y 1080° en dobles.
En 2018, tras perder en primera ronda en el Abierto de Australia juvenil contra la estadounidense Dalanya Hewitt, disputó dos torneos en Brasil. Logró clasificar a su primer torneo ITF $25.000 en Curitiba, donde perdió en el debut contra la local Laura Pigossi (389°), y obtuvo su segundo título profesional en el ITF $10.000 en São José dos Campos. En ese torneo, derrotó a la segunda favorita Cé (406°) en semifinales por 5-7, 6-4, 7-6(7-4) y a la argentina Victoria Bosio por 7-5, 1-6, 6-2 en la final. El 2 de abril, llegó hasta la posición 633° en individuales
En su última temporada como juvenil, alcanzó los octavos de final en Roland Garros (con triunfos ante la local Elsa Jacquemot y la búlgara Gergana Topalova, derrota ante la china Wang Xiyu) y Wimbledon (victorias ante la francesa Diane Parry y Hewitt, derrota ante Gauff) y cayó en el debut del Abierto de Estados Unidos ante la letona Kamilla Bartone. Disputó los Juegos Olímpicos de la Juventud en Buenos Aires en las tres disciplinas: en individuales, perdió en la primera ronda ante la sexta favorita Osorio por 6-7(4-7), 5-7, mientras que en dobles femenino llegó hasta el cuarto lugar en compañía de la colombiana y a segunda fase en dobles mixtos con Báez. Desde agosto, comenzó a competir en el tenis universitario estadounidense, por lo que tuvo poca actividad en torneos ITF. Finalizó el año 865° en individuales y sin ranking en dobles.

### 2019: Regreso al circuito tras la universidad
Tras un año en la universidad, en junio volvió a insertarse en el circuito profesional. Su primer torneo del año fue el ITF $15.000 de Wesley Chapel, Estados Unidos, donde se coronó campeona proviniendo desde la clasificación y perdiendo un solo set en siete partidos, ante la máxima favorita local Tori Kinard (687°). En la final, se deshizo sin problemas de la también local Victoria Emma por 6-3, 6-1. Al mes siguiente, jugó dos torneos de igual categoría en Cancún, México, haciendo cuartos de final y semifinales. También participó en dos torneos ITF $25.000 en Guayaquil, Ecuador. En el primero, perdió en su debut contra la local Camila Romero (1125°), pero en el segundo obtuvo su primera victoria en ese nivel ante la paraguaya Lara Escauriza (935°) por 6-3, 6-1; al día siguiente cayó ante la mexicana Marcela Zacarías (455°). 
En septiembre, regresó a Argentina para disputar dos torneos ITF $15.000 en Buenos Aires. En el primero, hizo cuartos de final y en el segundo, logró su cuarto título profesional: derrotó a la máxima favorita brasileña Thaisa Grana Pedretti (534°) por 6-4, 6-3 y a Estable (757°) en la final por 6-4, 7-6(7-5). En dobles, fue subcampeona junto a Estable -perdieron en la definición contra Candela Bugnon y Guillermina Naya en tres sets. Tras un par de torneos más en Estados Unidos, volvió a Sudamérica e hizo sus primeras experiencias en torneos ITF $60.000: no logró clasificar al de Asunción, pero sí al de Santiago, donde cayó ante la chilena Daniela Seguel (262°) por 3-6, 3-6 en el cuadro principal.
Sus dos últimos campeonatos del año fueron ITF $25.000 en Estados Unidos: en ambos, superó las clasificaciones. En su debut en Orlando, logró su primera victoria ante una rival ubicada en el Top 300: venció a la tercera favorita alemana Katharina Gerlach (233°) por 4-6, 6-3, 7-5, pero cayó en octavos de final contra la rumana Irina Fetecau (406°) por 3-6, 6-2, 5-7. En Naples, perdió ante la alemana Julyette Steur en sets corridos en la primera ronda. Terminó la temporada en la posición 679° en individuales y 819° en dobles.

### 2020: Tres títulos y entrada al Top 500
Comenzó el año en el ITF $25.000 de Daytona Beach, pero no logró superar la clasificación. Su segundo torneo fue la Zona Americana I de la Fed Cup: tras las victorias argentinas ante México y Chile, disputó el dobles contra Perú: junto a Naya, derrotaron a Dana Guzmán y Camila Soares por 6-3, 4-6, 6-1 para culminar el 3-0 y pasar a la definición contra Colombia, donde también se impuso el conjunto albiceleste y se ganó el derecho a jugar un playoff por el ascenso a los Qualifiers de la siguiente edición, contra Kazajistán.
Se desplazó a Cancún para disputar dos torneos ITF $10.000: en el primero de ellos, conquistó su quinto título (y el primero en canchas duras). Derrotó, entre otras, a la segunda favorita brasileña Carolina Alves (416°) por 7-6(7-4), 7-5, 6-4 y la tercera, la estadounidense Dasha Ivanova (466°) por 6-4, 6-0 en la final. También se llevó su segundo título por duplas, junto a Pedretti. En el segundo torneo mexicano, llegó hasta semifinales, pero fue frenada por Alves (419°) por 6-7(3-7), 4-6. Al finalizar su participación en el ITF $25.000 en Olimpia, Brasil -cayó en segunda ronda contra la belga Marie Benoit (252°)-, se dio la suspensión de todos los torneos del circuito por la pandemia de COVID-19. 
Al declararse la pandemia, se instaló en Estados Unidos donde entrenó con su equipo. Regresó al circuito en septiembre en un ITF $15.000 en Porto: fue derrotada en su debut por la búlgara Petia Arshinkova (478°) en tres sets. El resto del año lo jugó en Monastir, Túnez, participando en cinco torneos de esa misma categoría en aquella ciudad. En individuales, hizo semifinales -perdió contra la rusa Darya Astakhova (529°)-, subcampeonato -derrotada por la española Yvonne Cavallé Reimers (514°)-, ganó su sexto título -derrotando a la máxima favorita chilena Bárbara Gatica (454°) por 6-0, 6-2 y a la polaca Weronika Falkowska  (949°) por 6-3, 2-6, 6-1 en la final-, otras semifinales -perdiendo contra Gatica (452°) en tres sets- y su séptimo título -venciendo, nuevamente, a Falkowska (860°) por 6-4, 6-3-. Totalizó diecinueve victorias y tres derrotas y ascendió más de ochenta posiciones en el ranking.  En dobles, también alcanzó un subcampeonato con la danesa Olivia Gram. Finalizó el año por primera vez entre las 500 mejores, al ser 440° en individuales y 644° en dobles.

### 2021: Sorpresivas victorias en Copa BJK e ingreso al Top 300

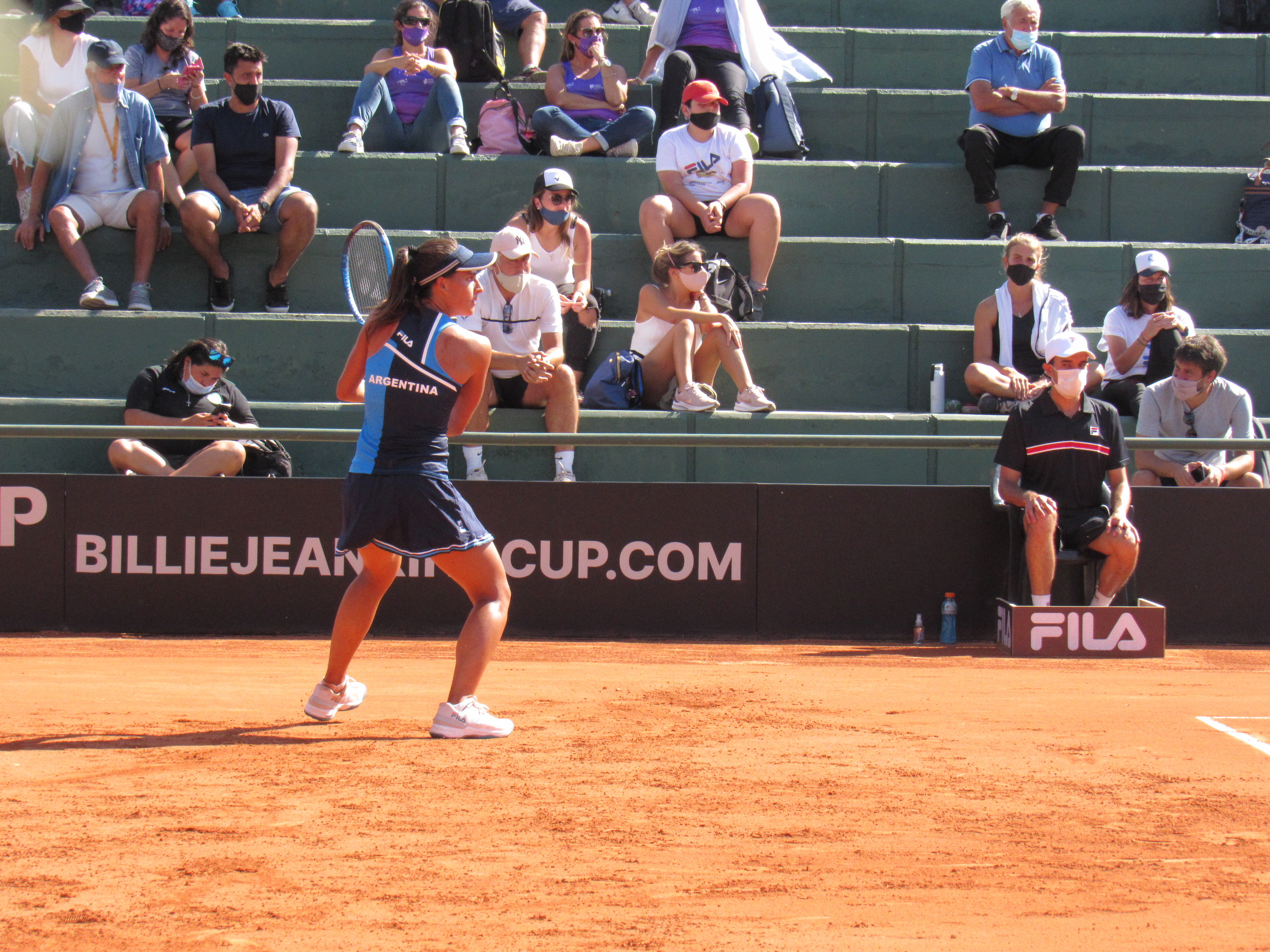
Carlé en la Copa Billie Jean King, enfrentando a Rybakina.

Arrancó la temporada en febrero jugando torneos ITF $25.000 en Estados Unidos. Hizo octavos de final en Orlando, perdiendo contra Osorio (186°) por 1-6, 2-6, y no superó las clasificaciones en Boca Raton y Newport Beach. Disputó otros tres torneos de esa categoría en Argentina: hizo octavos de final en Buenos Aires -venció a Gatica (451°) por 2-6, 6-2, 7-5 y perdió contra la ecuatoriana Mell Reasco González (899°)-, cuartos de final en Villa María -derrotó a la octava favorita griega Valentini Grammatikopoulou (274°) por 7-5, 6-4 y fue superada por la venezolana Andrea Gámiz (500°)- y también cuartos de final en Córdoba -tuvo una victoria contra la cuarta favorita británica Naiktha Bains (266°) por 6-3, 6-3, antes de que le gana la húngara Panna Udvardy (377°) por 0-6, 2-6-. En Villa María, a su vez, alcanzó la final junto a Victoria Bosio, pero cayeron en la definición contra Grammatikopoulou y la neerlandesa Richèl Hogenkamp por 2-6. 2-6.
Por la Copa Billie Jean King 2020-2021, disputó la serie contra Kazajistán, en Córdoba, por el ascenso a los Qualifiers, que le daría a Argentina en caso de ganar la posibilidad de clasificar a las finales de la edición siguiente. Por primera vez, fue designada como singlista. En ese playoff, se volvería reconocida nacionalmente: en sus primeros partidos contra rivales ubicadas entre las treinta mejores del mundo y estando ella ubicada 430° en el ranking, venció a Rybakina (23°) por 6-4. 3-6. 6-0 y a Yulia Putintseva (30°) por 6-7(3-7), 7-6(7-6) y retiro. Junto a Nadia Podoroska, jugaron el dobles decisivo, pero fueron superadas por Anna Danilina y la capitana Yaroslava Shvedova por 0-6, 5-7. Si bien Argentina perdió la serie por 2-3, Carlé vivió un fin de semana donde se enfrentó de igual a igual a jugadoras de elite.

"Después de lo que viví quiero competir en ese nivel con este tipo de jugadoras. Pero soy consciente que me falta un tiempo. Es un proceso. Pero estoy motivada para seguir trabajando."

Tras  superar la clasificación y perder en primera ronda en el ITF $25.000 de Naples, hizo octavos de final en torneos de la misma categoría en Salinas y en Pelham -donde derrotó a la undécima favorita Katie Volynets (200°) por 0-6, 6-4, 4-2 y retiro-. En Santo Domingo, República Dominicana, ganó su primer torneo ITF $25.000: dejó en el camino a la segunda favorita estadounidense Hanna Chang (271°) por 6-2, 6-1 y a la primera, la suiza Conny Perrin (254°) por 6-4, 6-0 en la final. En la misma ciudad la semana siguiente, hizo cuartos de final y volvió a imponerse a Chang.
En julio, se trasladó a Europa; tras una segunda ronda en el ITF $25.000 de Turín, jugó su primera clasificación a un torneo WTA en Praga. Fue derrotada por la rusa Anastasia Gasanova (171°) por 1-6, 3-6. En el ITF $25.000 de Les Contamines-Montjoie, hizo segunda ronda en individuales y alcanzó la definición en dobles junto a la suiza Ylena In-Albon, pero fueron derrotadas por la letona Diāna Marcinkēviča y la estadounidense Chiara Scholl por 6-3, 2-6, [7-10]. También empezó a cosechar triunfos en torneos ITF $60.000: hizo octavos de final en individuales en Grodzisk Mazowiecki, Polonia y en San Bartolomé de Tirajana, España y subcampeonato en dobles en este último torneo. En pareja con Estable, llegaron a la definición, donde cayeron contra la neerlandesa Arianne Hartono y la australiana Olivia Tjandramulia por 4-6, 6-2, [7-10]. A su vez, logró semifinales en el ITF $25.000 de Pescara, Italia y cuartos de final en Braunschweig, Alemania.
Después de unas nuevas semifinales en el ITF $25.000 de Fort Worth, Estados Unidos, en las que venció a la colombiana Emiliana Arango (394°), jugó el resto de la temporada en Sudamérica. En los ITF $25.000 de Lima, logró dos veces cuartos de final y ganó su tercer título en dobles; junto a Pigossi, derrotaron en la final a las colombianas María Paulina Pérez y Jessica Plazas por 6-1, 6-1. En el torneo de igual categoría en Rio do Sul, también hizo cuartos de final.
En noviembre, participó en el WTA 125 de Buenos Aires, que representó el regreso de un torneo WTA al país después de treinta y cuatro años. En individuales, perdió en su debut contra la griega Despina Papamichail (199°) por 6-3, 2-6, 2-6. En dobles, junto a Papamichail, vencieron en la primera ronda a la mexicana Ana Sofía Sánchez y la china Xiaodi You por 6-3, 6-3. En cuartos de final, se impusieron a Gatica y la brasilera Rebeca Pereira por 7-6(7-5), 6-2. En semifinales, le ganaron a las españolas Irene Burillo y Andrea Lázaro García por 6-4, 3-1 y retiro. De esa manera, se metió en su primera definición WTA: tuvo dos puntos para quedarse con el campeonato en la final contra la rumana Irina Bara y la georgiana Ekaterine Gorgodze, pero terminó cediendo por 7-5, 5-7, [4-10]. En el WTA 125 de Montevideo, logró su primera victoria a nivel WTA: derrotó a la invitada local Guillermina Grant por 7-6(12-10), 6-2. En octavos de final, fue vencida por la andorrana Victoria Jiménez Kasintseva (373°) por 6-7(10-12), 7-5, 5-7 en un partido que duró tres horas y cuarenta y siete minutos. En dobles, llegó hasta semifinales, en compañía de Pigossi: le ganaron a la checa Anna Siskova y la ucraniana Valeriya Strakhova por 7-6(7-3), 6-4 y perdieron contra Bara y Gorgodze por 2-6, 5-7.
Tras su experiencia en torneos WTA, cerró el año jugando un ITF $60.000 en Brasilia. En individuales, venció a la local Maria Luisa Oliveira por 6-0, 6-1, pero perdió contra la canadiense Carol Zhao (295°) por 0-6, 6-4, 2-6. En dobles, consiguió su cuarto título y el más grande hasta ese momento. En pareja con Carolina Alves, no cedieron sets y se impusieron a Strakhova y a Tjandramulia por 6-2, 6-1. Sus actuaciones a lo largo del año, le permitieron cerrar la temporada como 262° en individuales y 225° en dobles, aunque tras computarse los puntos de Brasilia el 29 de noviembre, ingresó al Top 200 en duplas: se ubicó 177°

### 2022: Número uno de Argentina y acceso al Top 150
Carlé inició su año compitiendo en tres torneos ITF $25.000 en Brasil. Alcanzó los cuartos de final en Blumenau, y en los torneos de Florianópolis hizo primera ronda y otros cuartos de final. En febrero, disputó los torneos ITF $25.000 de Tucumán. En el primero de ellos, venció a la paraguaya Susan Doldan (1266°), pero cayó contra su compatriota Jazmín Ortenzi (520°). En el segundo, perdió ante la española Carlota Martínez Cirez (486°) en el debut. En dobles, tuvo mejores resultados en los torneos argentinos: alcanzó semifinales con Alves, y conquistó su quinto título en la disciplina, en pareja con Estable, venciendo en la final a la italiana Nicole Fossa Huergo y a la boliviana Noelia Zeballos por 3-6, 6-0, [10-7].
En Santo Domingo, disputó dos torneos ITF $25.000 en pista dura. En el primero, cayó en octavos de final, mientras que en el segundo alcanzó las semifinales tras un triunfo ante la estadounidense Danielle Lao (278°), pero fue frenada por la también norteamericana Adriana Reami (768°) en sets corridos. Tras una rápida despedida en el ITF $25.000 de Salinas en primera ronda contra la colombiana María Herazo (475°), se trasladó a Colombia donde jugó tres torneos. En el ITF $25.000 de Anapoima, perdió en octavos de final contra Alves (216°), mientras que en el campeonato de igual categoría en Medellín, hizo cuartos de final, siendo derrotada ajustadamente por Ylena In-Albon (147°) por 6-3, 5-7, 5-7. En ambos certámenes llegó a la final del dobles, en pareja con Pigossi: cayeron ante In-Albon y la húngara Jani y contra Perrin y Seguel, respectivamente, en los casos perdiendo en el super tie break del set definitivo. En el WTA 250 de Bogotá, logró superar por primera vez la clasificación de un torneo de esa categoría: venció a Zeballos (623°) por 7-5, 6-3 y a la bosnia Dea Herdzelas (210°) por 6-3, 6-4. En el cuadro principal, perdió ante la alemana Tatjana Maria (237°) por 1-6, 2-6, que se terminó proclamando campeona.
Regresó a Ecuador para disputar el Grupo I de la Zona Americana de la Copa Billie Jean King 2022 sobre cemento. Ante la baja de Paula Ormaechea, fue la primera singlista del equipo argentino. Por la fase de grupos, debutó con victoria contra Herazo (450°) por 3-6, 7-5, 6-2 en la victoria por 3-0 ante Colombia. Ante Brasil, el máximo favorito, llegó a sacar 5-1 en el tercer set contra Beatriz Haddad Maia (61°), pero terminó cayendo por 6-7(10-12), 6-3, 6-7(5-7) en una batalla de más de tres horas: Argentina perdió 1-2 esa serie, pero tras ganar 3-0 a Guatemala accedió al playoff ante México, que había ganado sus tres series en el otro grupo. Tras la victoria de Solana Sierra en el primer partido, Carlé cerró la serie derrotando holgadamente a Renata Zarazúa (171°) por 6-3, 6-0 y le dio la posibilidad a Argentina de disputar una serie en noviembre por el acceso a las clasificatorias a las finales del año próximo.
En abril, se trasladó a Estados Unidos para disputar tres torneos sobre polvo de ladrillo verde. En el ITF $60.000 de Charlottesville, perdió nuevamente ante Maria (113°) por 2-6, 5-7. En el ITF $25.000 de Sarasota, llegó a su segunda semifinal del año: tras imponerse por 1-6, 6-4, 6-0 a la mexicana Maria Portillo Ramírez (492°) en cuartos de final, fue derrotada por Elizabeth Halbauer (500°) en tres sets. En el ITF $60.000 de Pelham, Alabama, logró su noveno título y el más importante de su carrera: partió como primera preclasificada en un cuadro donde derrotó a cinco tenistas locales. Tras dos victorias ante las invitadas Tatum Evans y McKenna Schaefbauer, derrotó en cuartos de final a la séptima favorita Katrina Scott (327°) por 1-6, 6-3, 6-0. En semifinales, se deshizo de la juvenil Ashley Krueger (454°), campeona del Orange Bowl en 2020, por 6-3, 6-1. En la final, venció con comodidad a la también promesa de dieciocho años y segunda cabeza de serie, Elvina Kalieva (290°) por 6-1, 6-1. Siguió en ese país por una semana más, para jugar otro torneo ITF $60.00 en Orlando, esta vez sobre cemento. Tras dar vuelta su partido de primera ronda ante la estadounidense Elizabeth Mandlik (316°) por 2-6, 7-5, 7-6(7-3). En segunda fase, le ganó a la local Gabriella Price (729°) por 6-2, 6-2, pero sucumbió ante la también norteamericana Kalya Day (334°) por 3-6, 3-6. Sus resultados en el sur estadounidense le permitieron ingresar al grupo de las doscientas mejores del mundo, ubicándose 186° en el ranking individual, su mejor registro.
En junio, comenzó una gira de torneos europeos. En el ITF $60.000 de Biarritz, Francia, derrotó a tres tenistas locales y llegó hasta semifinales, donde fue vencida por la joven alemana Mina Hodzic (1208°) por 6-7(5-7), 6-3, 5-7; en el dobles logró final junto a la rusa Maria Timofeeva, cayendo también ajustadamente por 6-2, 3-6, [12-14] ante Anna Danilina y la ucraniana Valeriya Strakhova. En un torneo de igual categoría en Česká Lípa, República Checa, hizo octavos de final. Su progreso en el ranking le permitió disputar por primera vez la fase previa de un Grand Slam. Por la clasificación de Wimbleron, disputó sus primeros partidos profesionales en césped. En primera ronda, venció a la vigésimo quinta preclasificada ucraniana Kateryna Baindl (147°) por 3-6, 6-1, 6-3. En la segunda, a la taiwanesa Liang En-shuo (305°) por 6-0, 3-6, 6-1. En la ronda final, cayó ante la tercera favorita sueca Mirjam Björklund (125°) por 6-7(2-7), 7-6(7-5), 1-6 en tres horas de partido.
Durante julio, disputó en ese mismo continente campeonatos en polvo de ladrillo. En el ITF $60.000 de Montpellier, Francia, venció a la invitada francesa Alice Robbe (318°) por 6-3, 6-0 y a la sexta preclasificada local Elsa Jacquemot (171°) por 7-5, 7-6(9-7). En cuartos de final, derrotó a la australiana Olivia Gadecki (178°) por 1-6, 6-4, 6-4. En semifinales, fue derrotada por la octava favorita rusa Oksana Selekhmeteva (175°) por 2-6, 6-7(6-8). También alcanzó las semifinales en dobles. En sus siguientes dos torneos, cayó en sendos debuts: contra la española Cristina Bucșa (131°) por 2-6, 3-6 en el WTA 125 de Contrexeville y ante la húngara Rebeka Stolmar (706°) por 4-6, 5-7(5-7) por la primera ronda de la clasificación del WTA 250 de Budapest. La semana siguiente, sí alcanzó superar la clasificación en el WTA 250 de Hamburgo con triunfos ante la estadounidense Sophie Chang (235°) por 7-5, 6-4 y la neerlandesa Suzan Lamens (161°) por 6-0, 4-6, 6-4. Con su victoria contra la invitada alemana Eva Lys (179°) por 7-5, 3-6, 6-2 logró su primera victoria en el cuadro principal de esa categoría de torneos. En los octavos de final, cayó ante la rusa Anastasia Potapova (63°) por 1-6, 4-6. En dobles, ingresaron junto a Pigossi como alternantes: por la primera ronda, derrotaron a las alemanas Anna Klasen y Tamara Korpatsch por 6-3, 6-3 y perdieron en cuartos de final contra Chang y su compatriota Angela Kulikov por 4-6, 1-6. Tras ese torneo, el 25 de julio logró sus mejores posiciones históricas en el ranking: 163° en individuales y 136° en dobles, siendo la número uno nacional en ambas disciplinas.
En agosto, tras perder en el debut de la clasificación del ITF $60.000 de Bronx, jugó su primera fase previa del Abierto de los Estados Unidos. En su presentación, venció a la austríaca Sinja Kraus (204°) por 6-3, 6-3. Por la segunda ronda, cayó ante Cristina Bucșa (118°) por 7-6(7-5), 2-6, 1-6. El mes siguiente, regresó a Europa para disputar eventos en polvo de ladrillo. En el ITF $60.000 de Praga, trepó hasta semifinales derrotando a la española Irene Burillo (268°), entre otras, antes de caer ante la alemana Noma Noha Akugue (404°) en tres sets. Sus tres próximos torneos fueron de categoría WTA 125. En Bari, no pudo en el debut contra la ex Top 5 local Sara Errani (116°): cayó por 4-6, 6-0, 2-6. En Bucarest, accedió al cuadro principal como lucky loser, pero también cayó contra la clasificada española Aliona Bolsova (206°) por 1-6, 6-7(6-8). En Budapest, perdió en la clasificación contra Korpatsch (118°) por 2-6, 3-6. Tampoco pudo clasificar al WTA 250 de Parma, donde la detuvo en la segunda ronda la suiza Simona Waltert (120°) por 3-6, 6-2, 4-6.
Arrancó el último trimestre del año disputando torneos en canchas duras. Por la clasificación del WTA 1000 de Guadalajara, perdió contra Kalieva (229°) por 2-6, 1-6. En el ITF $80.000 de Tyler, hizo cuartos de final con un buen triunfo ante la local Caroline Dolehide (160°) por 0-6, 6-2, 7-5 antes de caer ante la china Yuan Yue (83°) por 6-7(4-7), 0-6. Repitió esa instancia en el ITF $60.000 de Barranquilla. Tras ese torneo, se trasladó a la ciudad argentina de Tucumán para disputar el playoff contra Brasil por el acceso a los Qualifiers de 2023 de la Copa Billie Jean King: se volvió a ver las caras con Haddad Maia (15°), con quien esta vez perdió por 3-6, 3-6 (serie que terminó en derrota por 1-3).
En el WTA 125 de Buenos Aires, hizo su mejor torneo del año. Debutó contra la novena favorita surcoreana Jang Su-jeong (118°), con victoria por 6-4, 7-6(8-6). En segunda ronda, venció a la estadounidense Hailey Baptiste (182°) por 6-4, 6-0. En cuartos de final, tuvo un destacado triunfo ante la ex número uno junior Jiménez Kasintseva (121°) 7-5, 6-2, alcanzó su primera semifinal en esta categoría. En esa instancia, perdió ante la tercera favorita Udvardy (83°) en un ajustado partido 2-6, 6-2, 4-6 en dos horas y cuarenta y cuatro minutos; la húngara se terminaría quedando con el título. Esta actuación, le permitió integrar por primera vez al Top 150: el 21 de noviembre, alcanzó la posición 147° del ranking. Cerró el año en el debut del WTA 125 de Montevideo, cayendo ante la checa Brenda Fruhvirtova (130°) por 3-6, 2-6. De esa manera, finalizó su temporada como 148° en individuales y 234° en dobles, la mejor argentina en ambas disciplinas.

### 2023: Subcampeona panamericana y clasificación a los Juegos Olímpicos
Participó de los Juegos Panamericanos donde obtuvo la medalla plateada y la clasificación a los Juegos Olímpicos en individuales. Además, ganó la medalla de bronce en dobles junto a Julia Riera.

## Títulos WTA

### Dobles (0-1)
| Leyenda | Leyenda                    |
| ------- | -------------------------- |
|         | Grand Slam (0)             |
|         | Juegos Olímpicos (0)       |
|         | WTA Tour Championships (0) |
|         | WTA 1000 (0)               |
|         | WTA 500 (0)                |
|         | WTA 250 (0)                |

### Finales (1)
| N.º | N.º | Fecha               | Torneo | Superficie    | Pareja         | Oponentes en la final          | Resultado |
| --- | --- | ------------------- | ------ | ------------- | -------------- | ------------------------------ | --------- |
|     | 1.  | 20 de julio de 2025 | Iasi   | Tierra batida | Simona Waltert | Veronika Erjavec Panna Udvardy | 5-7, 3-6  |

## WTA 125s (4; 1+3)

### Individuales (1)
| N.º | Fecha              | Torneo                 | Superficie    | Oponente        | Resultado     |
| --- | ------------------ | ---------------------- | ------------- | --------------- | ------------- |
| 1.  | 7 de abril de 2024 | La Bisbal del Ampurdán | Tierra batida | Rebeka Masarova | 3-6, 6-1, 6-2 |

#### Finales (2)
| N.º | Fecha                   | Torneo       | Superficie    | Oponente        | Resultado     |
| --- | ----------------------- | ------------ | ------------- | --------------- | ------------- |
| 1.  | 3 de diciembre de 2023  | Buenos Aires | Tierra batida | Laura Pigossi   | 3-6, 2-6      |
| 2.  | 24 de noviembre de 2024 | Colina       | Tierra batida | Nina Stojanović | 6-3, 4-6, 4-6 |

### Dobles (3)
| N.º | Fecha                  | Torneo       | Superficie    | Pareja              | Oponentes                        | Resultado        |
| --- | ---------------------- | ------------ | ------------- | ------------------- | -------------------------------- | ---------------- |
| 1.  | 3 de diciembre de 2023 | Buenos Aires | Tierra batida | Despina Papamichail | María Paulina Pérez Sofia Sewing | 6-3, 4-6, [11-9] |
| 2.  | 9 de diciembre de 2023 | Montevideo   | Tierra batida | Julia Riera         | Freya Christie Yuliana Lizarazo  | 7-6(5), 7-5      |
| 3.  | 29 de marzo de 2025    | Antalya II   | Tierra batida | Simona Waltert      | Maja Chwalińska Anastasia Dețiuc | 3-6, 7-5, [10-3] |

#### Finales (3)
| N.º | Fecha                   | Torneo       | Superficie    | Pareja              | Oponentes                       | Resultado        |
| --- | ----------------------- | ------------ | ------------- | ------------------- | ------------------------------- | ---------------- |
| 1.  | 7 de noviembre de 2021  | Buenos Aires | Tierra batida | Despina Papamichail | Irina Bara Ekaterine Gorgodze   | 7-5, 5-7, [4-10] |
| 2.  | 14 de julio de 2024     | Bastad       | Tierra batida | Julia Riera         | Peangtarn Plipuech Tsao Chia-yi | 5-7, 3-6         |
| 3.  | 7 de septiembre de 2024 | Montreux     | Tierra batida | Simona Waltert      | Quinn Gleason Ingrid Martins    | 3-6, 6-4, [7-10] |

## Títulos ITF (18; 13+5)

### Individuales (13-2)
| Leyenda (Individuales) |
| ---------------------- |
| ITF $100.000 (0-0)     |
| ITF $75/80.000 (1-0)   |
| ITF $50/60.000 (2-0)   |
| ITF $40.000 (1-0)      |
| ITF $25/35.000 (2-0)   |
| ITF $15.000 (7-2)      |

#### Títulos (13)
| No. | Fecha                    | Torneo              | Superficie    | Oponente en la final | Resultado          |
| 1.  | 17 de septiembre de 2017 | Buenos Aires        | Tierra batida | Stephanie Petit      | 2-6, 6-2, 7-6(7-5) |
| 2.  | 18 de marzo de 2018      | São José dos Campos | Tierra batida | Victoria Bosio       | 7-5, 1-6, 6-2      |
| 3.  | 16 de junio de 2019      | Wesley Chapel       | Tierra batida | Victoria Emma        | 6-3, 6-1           |
| 4.  | 22 de septiembre de 2019 | Buenos Aires        | Tierra batida | Julieta Estable      | 6-4, 7-6(7-5)      |
| 5.  | 16 de febrero de 2020    | Cancún              | Dura          | Dasha Ivanova        | 6-4, 6-0           |
| 6.  | 18 de octubre de 2020    | Monastir            | Dura          | Weronika Falkowska   | 6-3, 2-6, 6-1      |
| 7.  | 1 de noviembre de 2020   | Monastir            | Dura          | Weronika Falkowska   | 6-4, 6-3           |
| 8.  | 6 de junio de 2021       | Santo Domingo       | Dura          | Conny Perrin         | 6-4, 6-0           |
| 9.  | 22 de mayo de 2022       | Pelham              | Tierra batida | Elvina Kalieva       | 6-1, 6-1           |
| 10. | 14 de mayo de 2023       | Bastad              | Tierra batida | İpek Öz              | 6-4, 6-3           |
| 11. | 21 de mayo de 2023       | Bodrum              | Tierra batida | Irina Bara           | 6-4, 6-4           |
| 12. | 24 de septiembre de 2023 | Pazardzhik          | Tierra batida | Çağla Büyükakçay     | 6-1, 6-2           |
| 13. | 28 de enero de 2024      | Vero Beach          | Tierra batida | Gabriela Lee         | 6-4, 7-6(7-4)      |

#### Finales (2)
| No. | Fecha                 | Torneo   | Superficie    | Oponente en la final   | Resultado     |
| 1.  | 21 de mayo de 2017    | Antalya  | Tierra batida | Varvara Flink          | 4-6, 6-7(5-7) |
| 2.  | 11 de octubre de 2020 | Monastir | Dura          | Yvonne Cavallé Reimers | 3-6, 6-7(4-7) |

### Dobles (5-8)
| Leyenda (Dobles)     |
| -------------------- |
| ITF $100.000 (0-0)   |
| ITF $75/80.000 (0-0) |
| ITF $50/60.000 (1-2) |
| ITF $25/35.000 (2-4) |
| ITF $15.000 (2-2)    |

#### Títulos (5)
| No. | Fecha                    | Torneo       | Superficie    | Pareja                  | Oponente en la final                   | Resultado        |
| 1.  | 17 de septiembre de 2017 | Buenos Aires | Tierra batida | Emily Appleton          | Julieta Estable Melina Ferrero         | 6-3, 6-1         |
| 2.  | 16 de febrero de 2020    | Cancún       | Dura          | Thaisa Grana Pedretti   | Kendra Bunch Katarina Kozarov          | w/o              |
| 3.  | 20 de octubre de 2021    | Lima         | Tierra batida | Laura Pigossi           | María Paulina Pérez Jessica Plazas     | 6-1, 6-1         |
| 4.  | 27 de noviembre de 2021  | Brasilia     | Tierra batida | Carolina Meligeni Alves | Valeriya Strakhova Olivia Tjandramulia | 6-2, 6-1         |
| 5.  | 12 de febrero de 2022    | Tucumán      | Tierra batida | Julieta Estable         | Nicole Fossa Huergo Noelia Zeballos    | 3-6, 6-0, [10-7] |

#### Finales (8)
| No. | Fecha                    | Torneo                    | Superficie    | Pareja          | Oponente en la final                        | Resultado         |
| 1.  | 22 de septiembre de 2019 | Buenos Aires              | Tierra batida | Julieta Estable | Candela Bugnon Guillermina Naya             | 6-2, 1-6, [8-10]  |
| 2.  | 4 de octubre de 2020     | Monastir                  | Dura          | Olivia Gram     | Darya Astakhova Darja Semenistaja           | 4-6, 3-6          |
| 3.  | 3 de abril de 2021       | Villa María               | Tierra batida | Victoria Bosio  | Valentini Grammatikopoulou Richèl Hogenkamp | 2-6, 2-6          |
| 4.  | 23 de julio de 2021      | Les Contamines-Montjoie   | Dura          | Ylena In-Albon  | Diāna Marcinkēviča Chiara Scholl            | 6-3, 2-6, [7-10]  |
| 5.  | 21 de agosto de 2021     | San Bartolomé de Tirajana | Dura          | Julieta Estable | Arianne Hartono Olivia Tjandramulia         | 4-6, 6-2, [7-10]  |
| 6.  | 19 de marzo de 2022      | Anapoima                  | Tierra batida | Laura Pigossi   | Ylena In-Albon Réka Luca Jani               | 6-1, 3-6, [7-10]  |
| 7.  | 27 de marzo de 2022      | Medellín                  | Tierra batida | Laura Pigossi   | Conny Perrin Daniela Seguel                 | 2-6, 7-5, [8-10]  |
| 8.  | 11 de junio de 2022      | Biarritz                  | Tierra batida | Maria Timofeeva | Anna Danilina Valeriya Strakhova            | 6-2, 3-6, [12-14] |

## Participaciones en la Copa Billie Jean King

### Individuales (6-2)
| Año     | Categoría                            | Instancia                            | Sede               | Superficie    | País rival | Oponente            | Resultado                 | Serie |
| 2020/21 | Playoff por ascenso a los Qualifiers | Playoff por ascenso a los Qualifiers | Córdoba, Argentina | Tierra batida | Kazajistán | Elena Rybakina      | 6-4, 3-6, 6-0             | 2-3   |
| 2020/21 | Playoff por ascenso a los Qualifiers | Playoff por ascenso a los Qualifiers | Córdoba, Argentina | Tierra batida | Kazajistán | Yulia Putintseva    | 6-7(3-7), 7-6(7-3), ret.  | 2-3   |
| 2022    | Zona de América I                    | Fase de grupos                       | Salinas, Ecuador   | Dura          | Colombia   | María Herazo        | 3-6, 7-5, 6-2             | 3-0   |
| 2022    | Zona de América I                    | Fase de grupos                       | Salinas, Ecuador   | Dura          | Brasil     | Beatriz Haddad Maia | 7-6(12-10), 3-6, 6-7(5-7) | 1-2   |
| 2022    | Zona de América I                    | Final                                | Salinas, Ecuador   | Dura          | México     | Renata Zarazúa      | 6-3, 6-0                  | 2-0   |
| 2022    | Playoff por ascenso a los Qualifiers | Playoff por ascenso a los Qualifiers | Tucumán, Argentina | Tierra batida | Brasil     | Beatriz Haddad Maia | 3-6, 3-6                  | 1-3   |
| 2024    | Zona de América I                    | Zona de América I                    | Bogotá, Colombia   | Tierra batida | Venezuela  | Vanesa Suárez       | 6-0, 6-1                  | 3-0   |
| 2024    | Zona de América I                    | Zona de América I                    | Bogotá, Colombia   | Tierra batida | Chile      | Daniela Seguel      | 6-2, 6-7(1-7), 6-3        | 3-0   |

### Dobles (2-2)
| Año     | Categoría                               | Instancia                               | Sede               | Superficie    | País rival | Pareja                | Oponentes                        | Resultado     | Serie |
| 2016    | Playoff por ascenso al Grupo Mundial II | Playoff por ascenso al Grupo Mundial II | Kiev, Ucrania      | Dura          | Ucrania    | Guadalupe Pérez Rojas | Kateryna Bondarenko Olga Savchuk | 1-6, 3-6      | 0-4   |
| 2020/21 | Zona de América I                       | Fase de grupos                          | Santiago, Chile    | Tierra batida | Perú       | Guillermina Naya      | Dana Guzmán Camila Soares        | 6-3, 4-6, 6-1 | 3-0   |
| 2020/21 | Playoff por ascenso a los Qualifiers    | Playoff por ascenso a los Qualifiers    | Córdoba, Argentina | Tierra batida | Kazajistán | Nadia Podoroska       | Anna Danilina Yaroslava Shvedova | 0-6, 5-7      | 2-3   |
| 2024    | Zona de América I                       | Zona de América I                       | Bogotá, Colombia   | Tierra batida | Ecuador    | Julieta Estable       | Tania Andrade Camila Romero      | 6-1, 6-2      | 3-0   |